# Lampanyctus parvicauda
Lampanyctus parvicauda är en fiskart som beskrevs av Parr, 1931. Lampanyctus parvicauda ingår i släktet Lampanyctus och familjen prickfiskar. Inga underarter finns listade i Catalogue of Life.